# 第勒纳山
第勒纳山（Tyrrhenus Mons）曾称作“Tyrrhena Mons”或第勒纳火山口是火星第勒尼安海区，位于南纬21.36度、西经253.47度的一座大型火山，而“第勒纳火山口”这一名字现仅指中央洼地，一个火山口或破火山口，其名称取自火星上一处古典反照率特征。在第勒纳山峰顶发现了大量因地表层塌陷而形成的深坑链，呈现出的队列坑链和同心缝样式，则可能是表面延展所引起。火山作用使地壳分离形成空腔，造成表层材料陷落，在地表留下了一系列的孔洞。第勒纳山是火星上最古老的火山之一，由于年代久远，它的山体侧坡上分布着许多放射状的冲沟。在它形成时，岩浆可能穿过了冻土层，然后以易于侵蚀的火山灰而非熔岩流的形式喷发。

## 图集

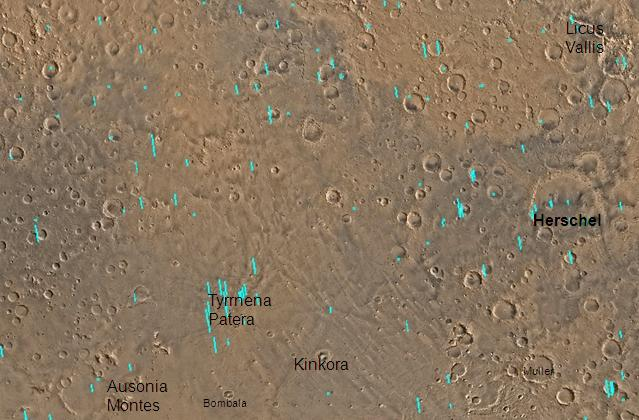
第勒尼安海区地图
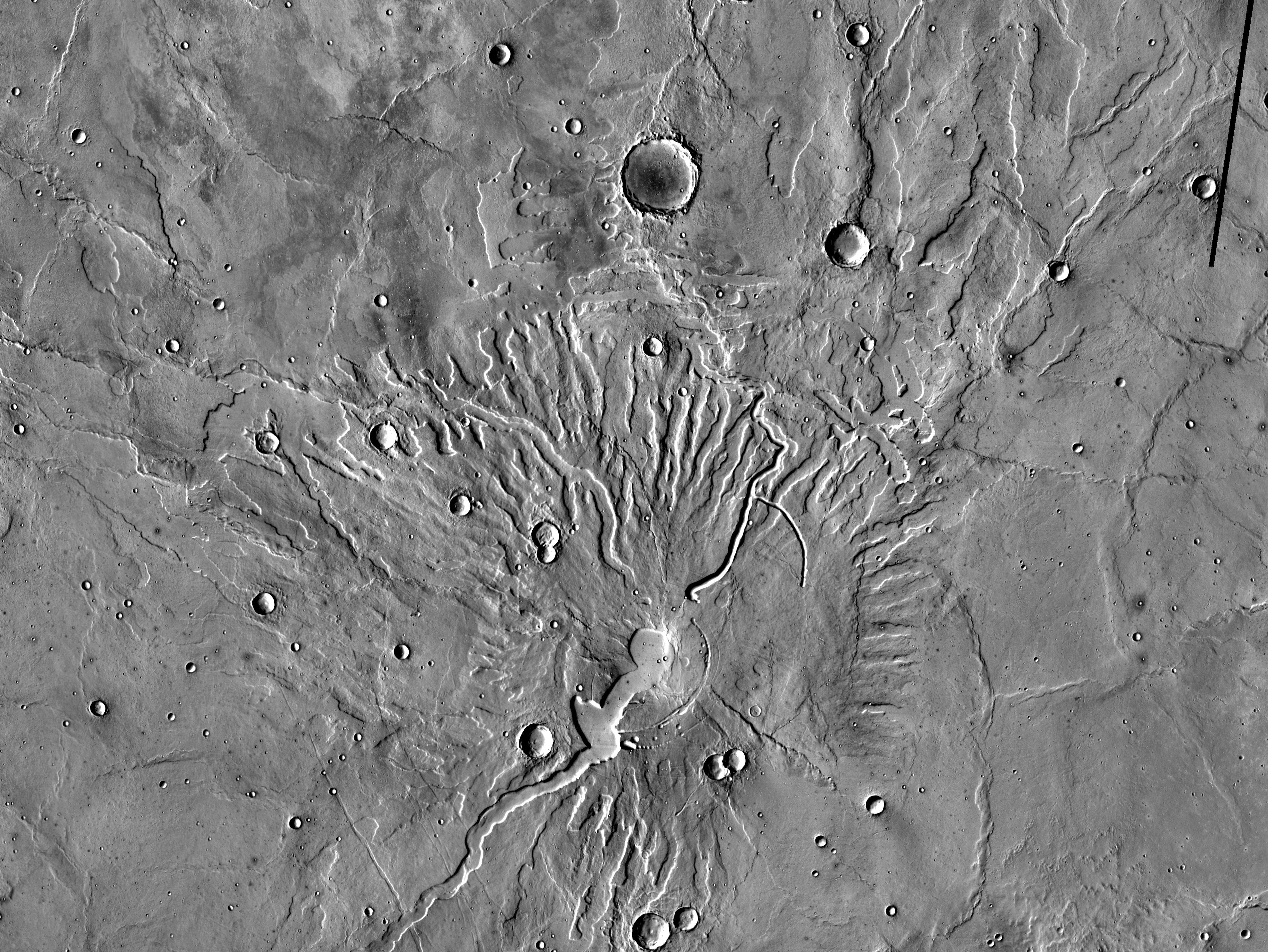
第勒纳山 - 一座主要的火山.
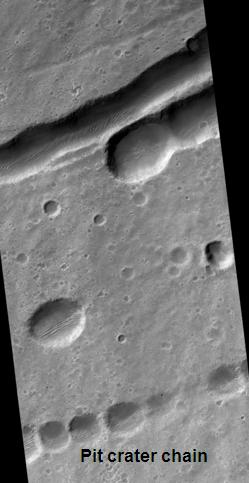
第勒纳山周围的深坑链.